# 1656
| 1656               |
| ------------------ |
| Dødsfald - Fødsler |
|                    |

| Gregoriansk kalender | 1656 MDCLVI             |
| Ab urbe condita      | 2409                    |
| Armensk kalender     | 1105 ԹՎ ՌՃԵ             |
| Kinesiske kalender   | 4352 – 4353 乙未 – 丙申 |
| Etiopisk kalender    | 1648 – 1649             |
| Jødisk kalender      | 5416 – 5417             |
| Hindukalendere       |                         |
| - Vikram Samvat      | 1711 – 1712             |
| - Shaka Samvat       | 1578 – 1579             |
| - Kali Yuga          | 4757 – 4758             |
| Iransk kalender      | 1034 – 1035             |
| Islamisk kalender    | 1066 – 1067             |

Konge i Danmark: Frederik 3. – 1648-1670
Se også 1656 (tal)

## Begivenheder
- Juni: En veneziansk flåde vinder en markant sejr over flådestyrker fra det osmanniske rige ved Dardanellerne
- 11. juni - dagen fastsættes som 1. terminsdag. Dagen bliver derfor også kaldt for Fandens fødselsdag.
- 30. juli - den svenske konge Karl 10. besejrer polakkerne ved slaget om Warzawa
- 24. september - under ledelse af Robert Blake kaprer britiske skibe en spansk guldflåde lastet med sydamerikansk guld ved Cadiz

## Født
- 10. oktober – Thøger Reenberg, dansk digter (død 1742).
- 8. november – Edmond Halley, engelsk astronom, opdager af "Halley's komet". Imidlertid er kometen iagttaget betydeligt tidligere, bl. I 1066 under Slaget ved Hastings. Halley dør i 1742.